# Agrotis montonica
Agrotis montonica är en fjärilsart som beskrevs av Kessler 1956. Agrotis montonica ingår i släktet Agrotis och familjen nattflyn. Inga underarter finns listade i Catalogue of Life.